# Гекончики південноазійські
Гекончики південноазійські (Bunopus) — рід геконів з підродини Справжні гекони. Має 4 види.

## Опис
Представники цього роду геконів загальну довжину до 6 см. Пальці слабо викривлені, циліндричні, пазуристі, знизу вкриті 1 рядом поперечно розширених подпальцевих пластинок, які відрізняються горбистістю або шипуватістю вздовж вільного краю. Хвостові сегменти добре помітні — на нижній поверхні хвоста 3 кільця луски, які у середині кожного сегменту можуть замінюватися окремим великим щитком. Зіниці вертикальні з зазубреними краями. Анальні пори добре розвинені тільки у самців. 

## Спосіб життя
Полюбляє сухі місцини. Живе здебільшого у пустелях та напівпустелях. Активність південноазійські гекончики виявляють вночі. Харчуються комахами, мурахами, павуками, термітами.
Це яйцекладні ящірки. Процес парування та розмноження ще недостатньо вивчений.

## Розповсюдження
Мешкають на Аравійському півострові та у південно-західній Азії до річки Інд. На північ ареал цих гекончиків доходить до 35° п. ш.

## Види
- Bunopus tuberculatus
- Bunopus spatalurus
- Bunopus crassicauda
- Bunopus blanfordii